# Fiorenzo Tassinari
Fiorenzo Tassinari (San Vincenzo di Galliera, 19 maggio 1961) è un sassofonista e compositore italiano.
Conosciuto anche con l'appellativo di "il Migliore" è uno tra i musicisti simbolo nel mondo del ballo liscio e durante la sua carriera ha portato al successo alcuni brani, come Disperata, Non c'è pace tra gli ulivi o Battagliero, oggi considerati brani standard del ballo liscio.
Insieme ad artisti come Joe Lovano è stato endorser per i sassofoni Borgani. Oggi utilizza Sassofoni Lupifaro 

## Biografia
Nato a San Vincenzo di Galliera il 19 maggio 1961, dopo i primi insegnamenti, "non soddisfacenti e infruttousi", a 12 anni diviene allievo del maestro Guerrino Sbaragli di Forlì.
Nel 1975 entra a far parte dell'orchestra omonima del chitarrista Sergio Ruffo.
Successivamente viene convocato dall'orchestra La vera Romagna Italia Folk, composta dai maestri Bergamini, Savini e Novaga.
In seguito è fondatore, con il tastierista Luciano Fiorello Gabrici e il trombettista Ezio Conti, l'orchestra Le giovani ali dorate. La formazione riscuote un discreto successo tanto da registrare in 5 anni 9 album. All'interno di tali album sono presenti alcuni brani, come Lacrime di rabbia, firmati da Tassinari che inizia così la sua attività di composizione.
Conclusa l'esperienza con Le giovani ali dorate Fiorenzo Tassinari fonda una sua orchestra: Fiorenzo Tassinari la stella del liscio.
Nel 1987 partecipa al galà SAX D'ORO tenutosi al Centro Internazionale Cà Del Liscio di Ravenna ed eseguendo il brano Disperata, ripetendo 13 volte la parte del trio suonando così per un totale di quasi 8 minuti.
Nel 1992 viene contattato da Raoul Casadei che gli propone di entrare a fare parte stabilmente dell'organico della sua orchestra. Con l'Orchestra Casadei colleziona una serie di successi discografici, pubblicando brani quali Talita, Opera, Scatenata e il suo brano più famoso: la polkissima. Nel 1993 il critico musicale Mario Luzzatto Fegiz elogia Fiorenzo Tassinari, in un articolo dedicato all'orchestra Casadei, apprezzandone il virtuosismo esecutivo per il brano La Polkissima e le sue capacità tecniche che gli permettono di "andare avanti fino a 40 secondi senza prendere fiato, mandando in visibilio la platea con i suoi "assoli in apnea"" Grazie a queste capacità viene definito con l'appellativo di Il migliore.
Nella sua permanenza con l'Orchestra Casadei partecipa a tournée mondiali (ad esempio a Rio de Janeiro o New York) e collabora con alcuni importanti artisti e gruppi internazionali. Tra di essi ricordiamo: Tito Puente, Gloria Gaynor, Pitura Freska e Elio e le Storie Tese. Con questi ultimi partecipa all'incisione in studio e al video di La terra dei cachi, distribuito con il titolo La terra dei cachi (The Rimini Tapes)..
Nel 2003, dopo il rinnovo della formazione dell'Orchestra Casadei, entra a far parte dell'Orchestra Grande Evento formata in prevalenza da suoi colleghi ex componenti dell'orchestra di Raoul Casadei, come Moreno Conficconi, Mauro Ferrara e Walter Giannarelli.
Con l'Orchestra Grande Evento partecipa, oltre all'attività live, a molti eventi quali Emilia Romagna mia, il cuore dell'Italia che balla (2011 e precedenti edizioni), La Romagna per l'Emilia (2012).
In contemporanea è membro anche di diverse formazioni:
Nel 2003 de La grande orchestra della Romagna con cui partecipa al concerto-evento dedicato al 40º anniversario in ricordo del maestro Secondo Casadei.
Nel 2010 insieme a Moreno Conficconi, Angela Benelli, Filippo Meneghetti, Guido Ponzini, Vince Vallicelli, Franco Arata e Silvia Saccani ha partecipato alle registrazioni del CD raccolta La musica di Secondo Casadei, dove vengono riproposti i brani di Secondo Casadei in versione originale.
Nel 2011 partecipa è ospite al I Memorial Franco Bergamini e le celebrazioni per i 25 anni di carriera di Marco Tagliavini.
Nel 2012 partecipa insieme a Moreno il Biondo e Marco Tagliavini al "Polka day" che si è tenuto a Candelara.
Nel 2013 partecipa, sia nell'organico dell'Orchestra Grande Evento sia in quello del Sestetto 1928, al concerto-evento "Secondo a nessuno" che si è tenuto a Ravenna.
Nel 2015 è, con il Grande Evento, testimonial dell'Emilia-Romagna in Expo Milano 2015.
Dal 2017 entra a far parte come turnista anche del gruppo extraliscio. In questo periodo intraprende una dieta che lo porta a dimagrire di diversi chili.
Nel 2019 insieme all'Orchestra Grande Evento è ospite sul palco del Jova Beach Party a Rimini davanti a 45.000 persone.
Nel 2021 Partecipa al Festival di SANREMO con EXTRALISCIO nel brano BIANCA LUCE NERA

## L'attività come showman
Durante il suo periodo con l'orchestra Casadei Fiorenzo ha sviluppato con Moreno Conficconi un affiatamento tale da diventare la sua spalla comica per eccellenza.
Tra le tante la gag la più longeva è sicuramente "Grigio perla/biondo pirla". Si tratta di un siparietto comico in cui Moreno descrive le qualità (fisiche o caratteriali) di Fiorenzo Tassinari concludendo con la frase "[...] e non dimentichiamo il grigio perla" riferendosi ai capelli brizzolati di Fiorenzo che ribatte prontamente "Meglio il mio grigio perla che il tuo biondo pirla".
Sempre nel periodo con l'orchestra Casadei si è sviluppata anche quella che viene definita la presentazione "da stadio" del suo brano più famoso, La Polkissima. In questa presentazione Moreno Conficconi divide il pubblico presente in 3 settori (Gradinata, Curva, Ultras) per poi incitarli all'applauso durante la successiva esecuzione del brano.

## Orchestre con cui ha lavorato e di sua fondazione
- Orchestra Ruffo 1975-?
- La vera Romagna Italia Folk
- Giovani ali dorate
- Fiorenzo Tassinari la stella del liscio
- Orchestra Casadei 1992-2003
- Orchestra Grande Evento 2003-attuale
- La grande orchestra della Romagna 2012 - attuale
- Sestetto 1928 2013 - attuale

## Discografia
Con l'Orchestra Ruffo
- Novecento
- Delicado

Con La vera Romagna Italia Folk
- La vera Romagna Italia Folk
- I magnifici 11
- La vera Romagna Italia Folk 1

 Con Le giovani ali dorate 
- Amico
- Le giovani ali dorate
- 1981 - Chiaro di luna (Maga Records)[14]
- La grande famiglia
- 1982 -Dedicato ad una donna (Maga Records)[15]
- Vederti con l'anima
- Amore dolce musica
- La banca americana (doppio album)
- Sicilia - love dance
- Piccola Lisa (Singolo)

 Come Fiorenzo Tassinari La stella del liscio 
- Il mio sax (come Fiorenzo Tassinari, la stella del liscio)
- Canzone italiana (come Fiorenzo Tassinari, la stella del liscio)

 Con l'Orchestra Casadei 
- 1992 - Atmosfera blu. L'ora del tango (Musica Solare)
- 1993 - Buone notizie! Gli italiani hanno ricominciato a ballare... (Musica Solare)
- 1994 - Ancora buone notizie: I solisti del latino romagnolo (Musica Solare)
- 1995 - Navigando col re del ballo dal vivo dalla nave del sole (Musica Solare)
- 1996 - La terra dei cachi (con Elio e le Storie Tese (Musica Solare/Aspirine Music)
- 1996 - Romagna mia (Musica Solare)
- 1996 - Cantautori a prova di ballo (Musica Solare)
- 1996 - Fisarmonica italiana (Musica Solare)
- 1996 - Caschè - il meglio del tango (Musica Solare)
- 1997 - Il migliore (Musica Solare)
- 1997 - La canzone del mare (Musica Solare)
- 1998 - Ballamondo - Tutti i balli del mondo in un solo disco! (Musica Solare)
- 1999 - Raoul Casadei l'orchestra italiana dal vivo (concerto live) (Musica Solare)
- 2000 - Romagna capitale Romagna mia (Musica Solare)
- 2001 - Infinitamente amanti (Musica Solare)

 Come Fiorenzo Tassinari 
- Periodo Rosa (Fonola Dischi)

Con l'Orchestra Grande Evento
- 2010 - Le Canzoni del Grande Evento (Beitempi)
- 2010 - Amarcord (Beitempi)
- 2010 - Concerto per Secondo Casadei, con l'orchestra Luca Bergamini (Eurozeta)
- 2010 - Moreno Il Biondo (e l'orchestra Grande Evento), con Moreno il Biondo (Pullini)
- 2011 - Insieme, con Moreno il Biondo (Bernardi Records)
- 2012 - 40° carriera, con Moreno il Biondo, (Bernardi Records)
- Preferisco Restare (L'orchestra italiana del ballo), Orchestra Grande Evento, Tre D records, 2013
- Ballabilissimi folk, Orchestra Grande Evento, Tre D records, 2013

 Partecipazioni a compilation 
- 2011 - La musica di Secondo Casadei (Arte Sonora / Elicona / Casadei Sonora)

## Dvd
- ???? - 50 anni orchestra Casadei, celebrativo del compleanno dell'orchestra
- 1998 - Una canzone lunga 70 anni, celebrativo dei 70 anni dell'orchestra casadei. Edito da EXA spa su licenza di Musica Solare
- 1999 80 voglia di ballare, ed Fonola[16]
- 2012 - 40° carriera Gatteo Mare live 2012, ed. Bernardi Records con Casadei Sonora, Festivalballo e Dardari multimedia, regia di Francesco Dardari

## Apparizioni televisive
- 2007 - Il popolo del liscio, documentario di Nevio Casadio, 62', trasmesso in Trasmissione Speciale Tg1, RAI Uno del 05.08.07 (partecipazione al filmato di chiusura)